# هولم او. بورسوم
هولم اولاف بورسوم (به انگلیسی: Holm Olaf Bursum) سناتور سابق عضو حزب جمهوری‌خواه ایالات متحده آمریکا بود. وی در سال ۱۹۲۱ تا ۱۹۲۵ میلادی سناتور ایالت نیومکزیکو در سنای ایالات متحده آمریکا بود.